# Europese kampioenschappen atletiek 1958 – marathon
Het Europees kampioenschap marathon van 1958 werd gehouden op 24 augustus 1958 in Stockholm. De wedstrijd werd gewonnen door de Sovjet-Rus Sergej Popov. Hij won de wedstrijd in 2:15.17,6. Met deze prestatie verbeterde hij tevens het wereldrecord op de marathon.
In totaal finishten er 22 marathonlopers.
Marathonwedstrijden voor vrouwen bestonden er in die tijd nog niet.

## Uitslagen
| rang   | naam                   | land | tijd      |
| ------ | ---------------------- | ---- | --------- |
| Goud   | Sergej Popov           | URS  | 2:15.17,6 |
| Zilver | Ivan Filin             | URS  | 2:20.50,6 |
| Brons  | Frederick Norris       | ENG  | 2:21.15,0 |
| 4      | Peter Wilkinson        | ENG  | 2:21.40,0 |
| 5      | Lothar Beckert         | GDR  | 2:22.11,2 |
| 6      | Veikko Karvonen        | FIN  | 2:22.45,8 |
| 7      | Arnold Waide           | SWE  | 2:25.54,2 |
| 8      | Edoardo Righi          | ITA  | 2:26.52,0 |
| 9      | Jürgen Wedeking        | FRG  | 2:27.57,0 |
| 10     | Eino Pulkkinnen        | FIN  | 2:28.35,4 |
| 11     | Aureel Vandendriessche | BEL  | 2:30.26,0 |
| 12     | Thomas Nilsson         | SWE  | 2:31.04,2 |
| 13     | Vito di Terlizzi       | ITA  | 2:31.09,0 |
| 14     | Jose Araujo            | POR  | 2:31.18,4 |
| 15     | Franco Skrinjar        | YUG  | 2:32.50,6 |
| 16     | Adolf Gruber           | AUT  | 2:34.09,8 |
| 17     | Paul Genève            | FRA  | 2:35.20,4 |
| 18     | Victor Olsen           | NOR  | 2:35.50,0 |
| 19     | Artur Wittwer          | SUI  | 2:36.13,8 |
| 20     | Miguel Navarro         | ESP  | 2:38.10,0 |
| 21     | Cornelius Bleeker      | NED  | 2:38.45,6 |
| 22     | Arthur Hansen          | DEN  | 2:41.57,2 |
|        | Franjo Mihalić         | YUG  | DNF       |
|        | Alain Mimoun           | FRA  | DNF       |
|        | Finn Systad            | NOR  | DNF       |

Turijn 1934 ·
Parijs 1938 ·
Oslo 1946 ·
Brussel 1950 ·
Bern 1954 ·
Stockholm 1958 ·
Belgrado 1962 ·
Boedapest 1966 ·
Athene 1969 ·
Helsinki 1971 ·
Rome 1974 ·
Praag 1978 ·
Athene 1982 ·
Stuttgart 1986 ·
Split 1990 ·
Helsinki 1994 ·
Boedapest 1998 ·
München 2002 ·
Göteborg 2006 ·
Barcelona 2010 ·
Zürich 2014 ·
Berlijn 2018 ·
München 2022 ·